# Waldemar Wiśniewski (dokumentalista)
Waldemar Wiśniewski (ur. 28 kwietnia 1955, zm. 3 maja 2024) – polski reżyser dokumentalista TVP
Członek Zarządu TVP SA, przewodniczący Koła Łódź, członek Syndykatu Dziennikarzy TVP SA. Autor programu „Świadkowie nieznanych historii”. Szef Pracowni Reportażu TVP 3 Łódź.  
Dziennikarz i dokumentalista od 1990 roku związany z TVP Łódź. Zajmuje się głównie tematyką społeczną i historyczną. Autor kilkuset reportaży i programów telewizyjnych, które emitowały m.in. TVP Historia i TV Polonia, a także kanały TVP1 i TVP2. Autor cyklu programów historycznych „Świadkowie Nieznanych Historii”, a także współautor dwóch książek: „Kto tu wpuścił dziennikarzy?” o strajku w Stoczni Gdańskiej w 1980 roku i „Filmówka” o łódzkiej szkole filmowej.
Został pochowany na cmentarzu parafialnym w Justynowie.

## Nagrody
- W 2014 roku uhonorowany został dwiema nagrodami w XXI konkursie Stowarzyszenia Dziennikarzy Polskich za film dokumentalny „Powrót realisty. Stanisław Mikołajczyk”, a także cykl trzech reportaży: „Stary młynarz ze Zgierza”, „To mnie kręci”, „Marzyciele”
- W 2016 roku nagrodę z dokument na 23. Przeglądu i Konkursu Dziennikarskich Oddziałów Terenowych TVP[5].
- W 2019 roku otrzymał na Festiwalu Sztuki Faktu w Toruniu nagrodę za reportaż pt. „Wyróżnij się albo zgiń” Reportaż emitowany był w cyklu „Pracownia Reportażu” i programie r „Głębia Ostrości” w TVP1[6].

## Odznaczenia
2022: Odznaczony Srebrnym Krzyżem Zasługi.